# Empoascanara risa
Empoascanara risa är en insektsart som beskrevs av Irena Dworakowska 1979. Empoascanara risa ingår i släktet Empoascanara och familjen dvärgstritar.
Artens utbredningsområde är Vietnam. Inga underarter finns listade i Catalogue of Life.